# Turbina pyramidalis
Turbina pyramidalis är en vindeväxtart som först beskrevs av Hallier f., och fick sitt nu gällande namn av Adrianus Dirk Jacob Meeuse. Turbina pyramidalis ingår i släktet Turbina och familjen vindeväxter. Inga underarter finns listade i Catalogue of Life.